# Nudo al bagno con cagnolino
Nudo al bagno con cagnolino è un dipinto di 122 x 151 cm realizzato tra il 1941 ed il 1946 da Pierre Bonnard.
È conservato nel Carnegie Museum of Art di Pittsburgh.
Bonnard dipinge la moglie Marthe mentre è immersa nella vasca.